# 居里 (派克縣)
居里（英語：Curry）是一個位於美國阿拉巴馬州派克縣的非建制地區。該地的面積和人口皆未知。

## 地理
居里的座標為31°56′29″N 86°02′39″W / 31.94139°N 86.04417°W，而該地的平均海拔高度為159米（即522英尺）。